# Palazzo dello Sport
Le Palazzo dello Sport (« Palais du Sport »), connu jusqu'en 2018 sous le nom de PalaLottomatica, est une enceinte sportive et multifonctionnelle situé à Rome, dans le quartier Esposizione Universale di Roma (EUR) et le Municipio IX.
Conçu en 1956 par l'architecte Marcello Piacentini et l'ingénieur Pier Luigi Nervi, il a été construit de 1958 à 1960, spécialement pour les Jeux olympiques d'été de 1960.
Il affiche clairement ses références à l'architecture rationaliste italienne dont il est l’une des réalisations emblématiques.
Initialement dénommé Palazzo dello Sport ou PalaEUR, rappel implicite à sa localisation, il est ensuite renommé en intégrant le nom de l'entreprise italienne de jeux de loterie Lottomatica, qui finance en 1999 des travaux de rénovation.
Comme vingt-deux autres salles européennes, dont Forest National, le Palais omnisports de Paris-Bercy, le Palau Sant Jordi, la Wembley Arena, le Palazzo dello Sport est membre de l'European Arenas Association (EAA).

## Réhabilitation
Selon le projet de Massimiliano Fuksas, le Palazzo dello Sport est l'objet d'une réhabilitation massive de 1999 à 2003. Tout en conservant la structure, l'objectif est de le rendre multifonctionnel ; ainsi, une acoustique plus performante permet désormais l'accueil d'événements musicaux dans de meilleures conditions.
De dimensions importantes (la coupole à un diamètre de 95 mètres), le Palazzo dello Sport est l'une des plus vastes salles de ce type en Europe et, après les travaux, sa capacité d'accueil est de 11 200 places assises.
En hauteur est situé un espace panoramique, d'une surface de 3 100 m², dédié aux salons et colloques, avec restauration, conçu pour la réception de 2 500 personnes. La Tevere, une salle de 700 m², est également disponible pour de petits événements.
La terrasse du Palazzo dello Sport offre une belle vue sur la ville de Rome.

## Événements

### Sports
- Compétitions du Pallacanestro Virtus Rome
- 1997 : Final Four de l'Euroligue de basket-ball
- 2005 : phase finale du Championnat d'Europe de volley-ball masculin
- 2005 : Championnats du monde de patin artistique sur roller
- 2006 : accueil du NBA Europe Live Tour (Pallacanestro Virtus Rome - Phoenix Suns)
- 2023 : Championnat d'Europe masculin de volley-ball 2023 (phase finale)

### Concerts
- 1971 : Pink Floyd
- 1973 : Elton John, Deep Purple, Jethro Tull
- 1984 : Bob Dylan
- 1985 : Vasco Rossi
- 1987 : Peter Gabriel, Vasco Rossi
- 1988 : Frank Zappa
- 1989 : Stevie Wonder
- 1993 : Litfiba
- 1996 : Green Day
- 1998 : Spice Girls
- 2003 : Francesco De Gregori, Bob Dylan, Carlos Santana, Ben Harper, Elton John
- 2005 : Eros Ramazzotti, Mark Knopfler
- 2006 : Oasis, Bruce Springsteen
- 2007 : Bryan Adams, Tiziano Ferro, Luciano Ligabue, Subsonica, Biagio Antonacci
- 2008 : Backstreet Boys, The Cure, Subsonica
- 2009 : Metallica
- 2010 : Tokio Hotel
- 2011 : Avril Lavigne,  Bob Dylan and The Band plus Mark Knopfler
- 2013 : Laura Pausini
- 2014 : Stromae, Pino Daniele
- 2015 : Mika, Eros Ramazzotti, Deep Purple, Scorpions
- 2017: Tini Got Me Started Tour  (TINI)
- 2019 : Eros Ramazzotti
- 2022: Måneskin

### Autres spectacles
D'autres types de spectacles et de manifestations culturelles et sociales sont également organisées au Palazzo dello Sport : théâtre, danse, spectacles sur glace, colloques, foires et salons.

## Sources & références
- (en) Le PalaLottomatica, consulté le 17 mars 2008